# Сили безпеки Ізраїлю

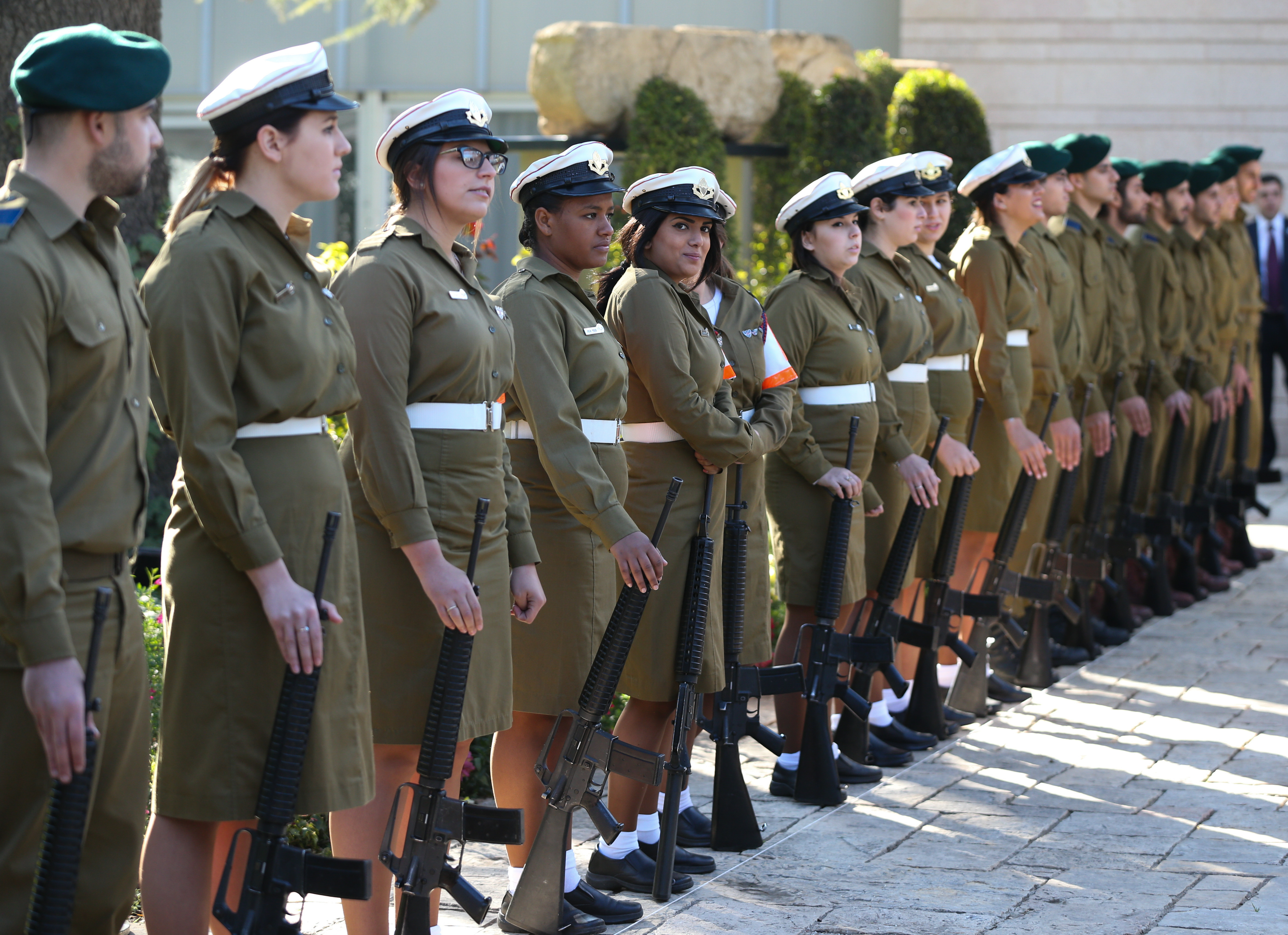
Сили безпеки Ізраїлю стоять напоготові.

Cили безпеки Ізраїлю (також відомі як Система безпеки Ізраїлю, івр. מערכת הבטחון, Маарехет га-Бітахон) включають в себе різні організації, в тому числі військові, правоохоронні, парамілітарні, урядові та розвідувальні органи.

## Військові
- Армія оборони Ізраїлю: Сили оборони Ізраїлю що включають в себе Сухопутні війська, Повітряні сили та Військово-морські сили.

## Поліція

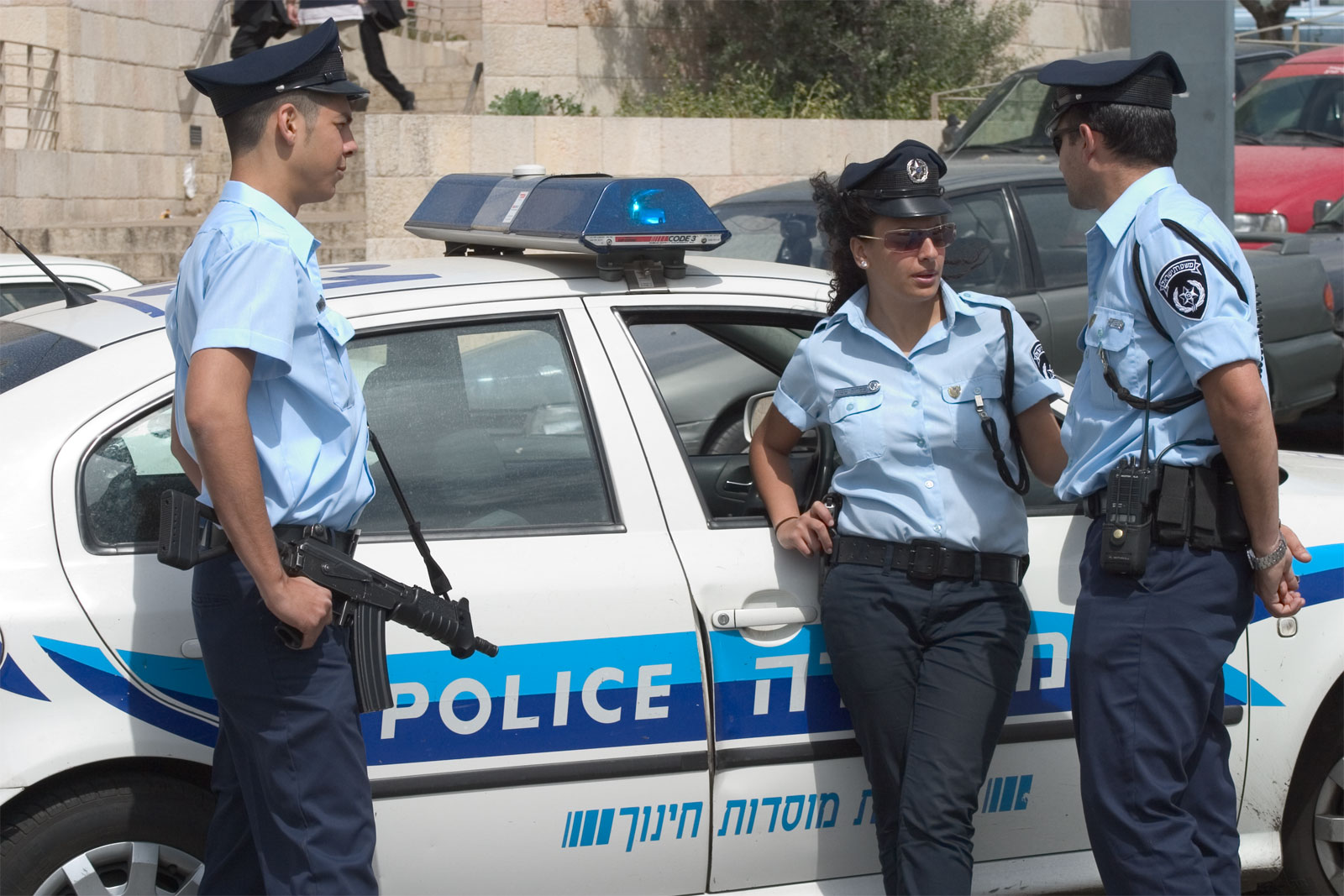
Ізраїльські поліцейські та патрульна машина

- Поліція Ізраїлю: (івр. משטרת ישראל, трансліт. Міштерет Ісраель) цивільне формування. Як і в більшості інших поліцейських сил у світі, до її обов'язків входить боротьба зі злочинністю, контроль за дорожнім рухом і підтримання громадської безпеки.
  - Цивільна гвардія: (івр. המשמר האזרחי, трансліт. Га-Мішмар Га-Езрахі): волонтерська організація ізраїльських громадян, яка допомагає у повсякденній роботі поліції. Є підрозділом поліції Ізраїлю.
  - Прикордонна варта Ізраїлю: (івр. מִשְׁמַר הַגְּבוּל, трансліт. Мішмар Га-Гвуль абревіартура МАГАВ) військове відділення (жандармерія) ізраїльської поліції.

## Розвідка
- Шабак (Загальна служба безпеки Ізраїлю) Шерут га-Бітахон га-Клалі (івр. שירות הבטחון הכללי): організація, відповідальна за внутрішню безпеку, в тому числі на окупованих Ізраїлем територіях.
- Моссад (Відомство) га-Мосад ле-модіін у-лє-тафкідім меюхадім (івр. המוסד למודיעין ולתפקידים מיוחדים, "Відомство розвідки і спеціальних завдань"): відомство, відповідальне за зовнішню розвідку.
- Аман (Управління воєнної розвідки Ізраїлю) аґаф га-модіїн (івр. אגף המודיעין): військова розвідка, або Аман, готує для прем'єр-міністра і уряду комплексні оцінки національної розвідки, щоденні розвідувальні звіти, оцінки ризику війни, цільові дослідження сусідніх країн і перехоплення повідомлень. Аман також проводить транскордонні агентурні операції. Аман є незалежною службою, рівноправною з армією, флотом і повітряними силами. Штат Аман налічує близько 7000 співробітників.[1]

## Служби екстреної допомоги
- Маґен Давід Адом ( Червоний щит Давида): Маґен Давід Адом (МаДА) складається з волонтерів та професійних медиків і забезпечує долікарняні потреби Ізраїлю в екстреній медичній допомозі, включаючи служби катастроф, швидкої допомоги та крові.[2]
- Пожежно-рятувальна служба Ізраїлю: вони відповідають за гасіння пожеж і визволення людей, які опинилися в пастці (від застряглих ліфтів до обвалених будівель).
- Тилове командування Ізраїлю: частина ЦАГАЛю. Військова рятувальна команда, яка займається ліквідацією масштабних цивільних катастроф, таких як землетруси, обвалення будівель та ракетні обстріли міст.
- Підрозділ 669: десантний медичний евакуаційний підрозділ Повітряних сил Ізраїлю.
- 11 місцевих рятувальних команд на Голанських висотах, в Галілеї-Кармель, долині Їзреель, Самарії, Ейн-Геді, Мегілоті, Гуш-Еціоні, Араді, Негеві, Араві та Ейлат-Ейлоті.

## Інші організації
- Пенітенціарна служба Ізраїлю Шерут Батей га-Сохар: Пенітенціарна служба Ізраїлю, яку іноді називають абревіатурою ШАБАС, - це організація безпеки, яка є невід'ємною частиною ізраїльської системи охорони правопорядку. До її головних завдань належить утримання ув'язнених і затриманих у безпечних і належних умовах, зі збереженням їхньої гідності та задоволенням їхніх основних потреб. Пенітенціарна служба координує свою діяльність з відповідними національними, регіональними та муніципальними органами влади та організаціями.[3]
- Гвардія Кнесету: Кнесет має власну службу охорони та асистентів, яку очолює парламентський пристав. Охорона Кнесету відповідає за безпеку на території та в будівлі Кнесету. Командиром охорони Кнесету є Парламентський пристав ("Кацін га-Кнесет").[4]